# Овечий (остров, Финский залив)
Ове́чий (фин. Lammassaari) — российский остров в северо-восточной части Финского залива, административно подчинённый Выборгскому району Ленинградской области. Находится в 50 м к северу от острова Верхнего и в 100 м к югу от острова Пожог. За Верхним островом располагается остров Малый Пограничный, а на другом берегу рейда Штандарт — остров Большой Пограничный. Прежде на Ламмассаари располагалась часть финской деревни Мартинсари, центр которой был на острове Малом Пограничном (тогда: Мартинсари).

## Топографические карты
- Лист карты P-35-127,128 Хамина. Масштаб: 1 : 100 000. Состояние местности на 1971 год. Издание 1974 г.